# 李邴
李邴（1085年—1146年），字漢老，號龍龕居士，濟州任城縣人，南宋政治人物。

## 生平
生於宋神宗元豐八年（1085年）。崇寧五年（1106年）進士，累遷翰林學士。宋高宗即位，擢徽猷閣侍制、兵部侍郎、端明殿學士、同簽書樞密院事、尚書左丞、參知政事等。傅自得是他的女婿。好遊山水，以詩自娛，晚年寓居泉州，好事佛。紹興十六年（1146年）去世，諡文敏，改諡文肅。朱熹題匾曰；“清白賢相”。有《草堂集》百餘卷。

## 延伸阅读
[在维基数据编辑]
 《宋史·卷375》，出自脱脱《宋史》